# Desert Rock Festival
El Dubai Desert Rock Festival és un esdeveniment de música rock i heavy metal del món celebrat a Dubai, Emirats Àrabs Units. És l'únic festival d'aquest tipus a l'Orient Mitjà. També hi ha espectacle d'esports extrems com a atracció secundària. El Dubai Desert Rock era en un principi un festival d'un sol dia, però ara és en dos. El 2009 hi actuaren Motörhead, Arch Enemy, Opeth, Chimaira, August Burns Red, Nervecell, Scarab i Hatred.